# Apiogaster zimbabweensis
Apiogaster zimbabweensis är en skalbaggsart som beskrevs av Karl Adlbauer 2003. Apiogaster zimbabweensis ingår i släktet Apiogaster och familjen långhorningar.
Artens utbredningsområde är Zimbabwe. Inga underarter finns listade i Catalogue of Life.